# Muzeum Žlutice
Muzeum Žlutice je městské muzeum ve Žluticích. Je členem Asociace muzeí a galerií a bývalou pobočkou Muzea Karlovy Vary. 

## Historie muzea
Muzeum bylo založeno roku 1900 jako městské muzeum. Roku 1953 převzalo sbírku zrušeného muzea v Bochově. V roce 1971 zde byla instalována expozice o husitství a muzeum se tehdy začalo nazývat Muzeum husitského revolučního hnutí na Karlovarsku. V roce 1973 se muzeum stalo pobočkou muzea v Karlových Varech. Od roku 2019 je muzeum ve správě města.

## Expozice
Do roku 2019 se v muzeu nacházela expozice o dějinách města, prezentující archeologické nálezy z hradu Nevděk, model Žižkovy bitvy na Vladaři, epitaf rodu Kokořovců či faksimile Žlutického kancionálu. Součástí expozice muzea byla i historická šatlava a v rámci prohlídky muzea bylo možné navštívit historické podzemí města s muzejním lapidáriem. V současné době se expozice upravuje a modernizuje.

## Spolková činnost
Při muzeu působí od roku 1997 Muzejní spolek Žluticka.